# Ралф Бакши
Ралф Бакши (на английски: Ralph Bakshi, роден на 29 октомври 1938) e американски режисьор на анимационни и игрални филми. Тъй като американската анимационна индустрия западнала през 60-те и 70-те години на XX век, Бакши се опитал да установи алтернативна такава, в която преобладаващата анимация да е посредством независими и ориентирани към по-възрастните продукции. През периода 1972 – 1994, той режисира девет пълнометражни кино ленти (на пет от които написва сценария) и ръководи десет телевизионни проекта в ролята на режисьор, продуцент и аниматор.